# Dom górski przy Jeziorach Krnskich
Dom górski przy Jeziorach Krnskich (słoweń. Planinski dom pri Krnskih jezerih) – schronisko turystyczne na wzniesieniu Glava między Dupeljskim jeziorem i bacówką Duplje w Alpach Julijskich. Wybudowane zostało w 1984 i później jeszcze rozbudowane. Schronisko ma przestrzeń dla gości z 75 miejscami i barem. Noclegi oferuje w 19 pokojach z 77 łóżkami i w 19 salach zbiorczych z 93 miejscami. W bezpośredniej okolicy schroniska jest też izba zimowa z 20 miejscami i piecykiem. Zarządza nim PD (Towarzystwo Górskie) Nova Gorica i jest otwarte od początku czerwca do końca września.

## Dostęp
- z Domu dra Klementa Juga w Lepenie (2h)

## Sąsiednie obiekty turystyczne
- 2½h: do schroniska pod Bogatinem (1513 m),
- 2¾h: do Domu na Komnie (1520 m).
- do Krnskiego jeziora 15min.
- na Krn (2244m) 3h
- na Bogatin (1977m) 2h
- na Mahavšček (2008m) 2.30h